# Lîșnea, Makariv
Lîșnea (în ucraineană Лишня) este localitatea de reședință a comunei Lîșnea din raionul Makariv, regiunea Kiev, Ucraina.

## Demografie
Componența lingvistică a localității Lîșnea
     Ucraineană (94,35%)
     Rusă (5,14%)
     Alte limbi (0,17%)
Conform recensământului din 2001, majoritatea populației localității Lîșnea era vorbitoare de ucraineană (94,35%), existând în minoritate și vorbitori de rusă (5,14%).